# S politiky netančím
S politiky netančím je zábavný televizní pořad, vysílaný od roku 1995. Provázeli jím Miloslav Šimek a Zuzana Bubílková
Pořad byl politickou satirou. Jeho hlavním cílem bylo parodování aktuální české a občas také slovenské politické scény. Převážně se tak dělo formou humorných a štiplavých scének, které si Šimek a Bubílková psali sami. Mezi jednotlivými výstupy zaznívaly písně muzikanta Petra Vondráčka, jenž se sám doprovázel na klavír.